# Stridsfordon 90
Stridsfordon 90（Strf 90）またはCombat Vehicle 90（CV 90）は、スウェーデンが開発したStrf 9040歩兵戦闘車とその車体を流用した装甲戦闘車両ファミリーの総称である。
2つの名称はスウェーデン語と英語で「戦闘車両」を意味しており、"Strf 90"がスウェーデン陸軍配備の車両、"CV 90"が輸出向けの車両を指して使い分けられる。

## 概要
1993年に生産が開始され、開発国のスウェーデンが500両以上（大半がStrf 9040）を配備するほか、オランダ、デンマークにCV 9035、スイス、ノルウェー、フィンランドにはCV 9030が輸出されており、延べ1,200両以上が生産されると見られる。

## 開発
Stridsfordon 90（Strf 90）の開発は、1980年代半ばに開始された。開発には複数の企業が携わっており、砲塔および主砲をボフォース・ディフェンス（Bofors Defence）、車体をヘグランド・ビークル（Hägglunds Vehicle）、エンジンをスカニア（Scania）が担当した。
1988年から5両の試作車両による各種試験が3年ほど行われた。そして、1991年3月にスウェーデン陸軍は調達を開始し、1993年11月に最初の車両が納入された。
ボフォース・ディフェンスは2002年にアルヴィス plcに買収された後、2004年にはBAEシステムズに買収された。現在は、BAE システムズ・ランド・アンド・アーマメンツが開発と製造を引き継いでいる。

## バリエーション
Strf 9040歩兵戦闘車（CV 9040 IFV）
スウェーデン陸軍が運用している、Strf 90（CV 90）ファミリーの基本型車両である。ボフォース 70口径40mm機関砲#陸軍用を装備しており、弾種はAPFSDS-Tと3P（Prefragmented, Programmable, Proximity fuzed）を使用する。
A,B,C型があり、最新のC型は砲塔が安定化され、副武装がKsp 58C 7.62mm機関銃に変更されている。また、砲塔前面と側面および車体前面と側面に増加装甲を装着しており、リベリアでのPKO（UNMIL：国際連合リベリア・ミッション）の際に派遣された。C型と同様の増加装甲はCV 9030やCV 9035にも装着できるとされている。C型は重量28t 全長7.00m 全幅3.40m 全高2.71m。
Strf 9040/56歩兵戦闘車（CV 9040/56 IFV）
Strf 9040の砲塔右側面にRBS-56 Bill対戦車ミサイル2連装発射装置を装備した試験車両。
兵員室内にミサイルコンテナラックと砲塔自動連動型の発射コントローラを搭載している。ミサイル発射後、兵員室上部ハッチから身を乗り出した兵士が連装発射装置内の空のミサイルコンテナを引き抜いて捨て、新しいコンテナを簡単に交換できるように設計されている。重量23.7t。
Strf 9035歩兵戦闘車（CV 9035 IFV）
50口径35mm機関砲を装備する輸出仕様。オランダ、デンマークが採用。最新はMk.III型。
Strf 9030歩兵戦闘車（CV 9030 IFV）
80口径30mm機関砲を装備、搭乗歩兵が運用するエリックス対戦車ミサイル発射機も装備可能な輸出仕様。兵員が8名乗車可能。
スイス、ノルウェー、フィンランドが採用。最新はMk.II型。増加装甲を装着し、都市迷彩を施した車両も存在する。
Strf 9025歩兵戦闘車（CV 9025 IFV）
25mm機関砲を装備した輸出仕様。兵員が8名乗車可能。
Bgbv 90装甲回収車（CV 90 ARV）
砲塔を撤去し、武装はKsp m/39C 7.62mm機関銃のみにした装甲回収車。車体前部にドーザーブレード、車体左後部にクレーン、車内に2機の油圧ウインチを装備。重量23.2t 全長7.9m 全幅3.17m 全高2.65m。
Stripbv 90前線指揮車（CV 90 FCV）
機関砲を撤去し、武装は7.62mm機関銃のみにした前線指揮車。重量22.4t 全長6.52m 全幅3.71m 全高2.70m。
Epbv 90前線観測車（CV 90 FOV）
機関砲を撤去し、武装は7.62mm機関銃のみとした前線観測車。重量22.4t 全長6.52m 全幅3.71m 全高2.70m。
Lvkv 90対空車両（CV 9040 AAV）
Strf 9040にトムソン CFS社製のガーファウト TRS2620捜索レーダーなどを搭載した対空車両。重量24t 全長6.55m 全幅3.17m 全高3.45m。
Grkpbv 90120自走迫撃砲（CV 90 AMOS）
後方装填式2連装120mm迫撃砲を装備するAMOS（Advanced MOrtar System）砲塔に換装した自走迫撃砲。重量24t。
Strf 90105戦車駆逐車（CV 90105 ATV）
48口径105mm低圧ライフル砲を装備する「TML 105」砲塔（GIAT社製）に換装した戦車駆逐車。
Strf 90120戦車（CV 90120-T）
更なる大火力を求めるカスタマーのために、上記「戦車駆逐車」仕様を50口径120mm高圧低反動滑腔砲「CTG 120/L50」（RUAG社製）を装備する砲塔に換装した軽戦車。
CV 90 Mk.Ⅳ
輸出向けの最新シリーズ。モジュラー設計によりカスタマー要望に応じ主砲は30mmから50mmまで選択でき、駆動系・足回りの強化により許容重量37トンまで重装化が可能。

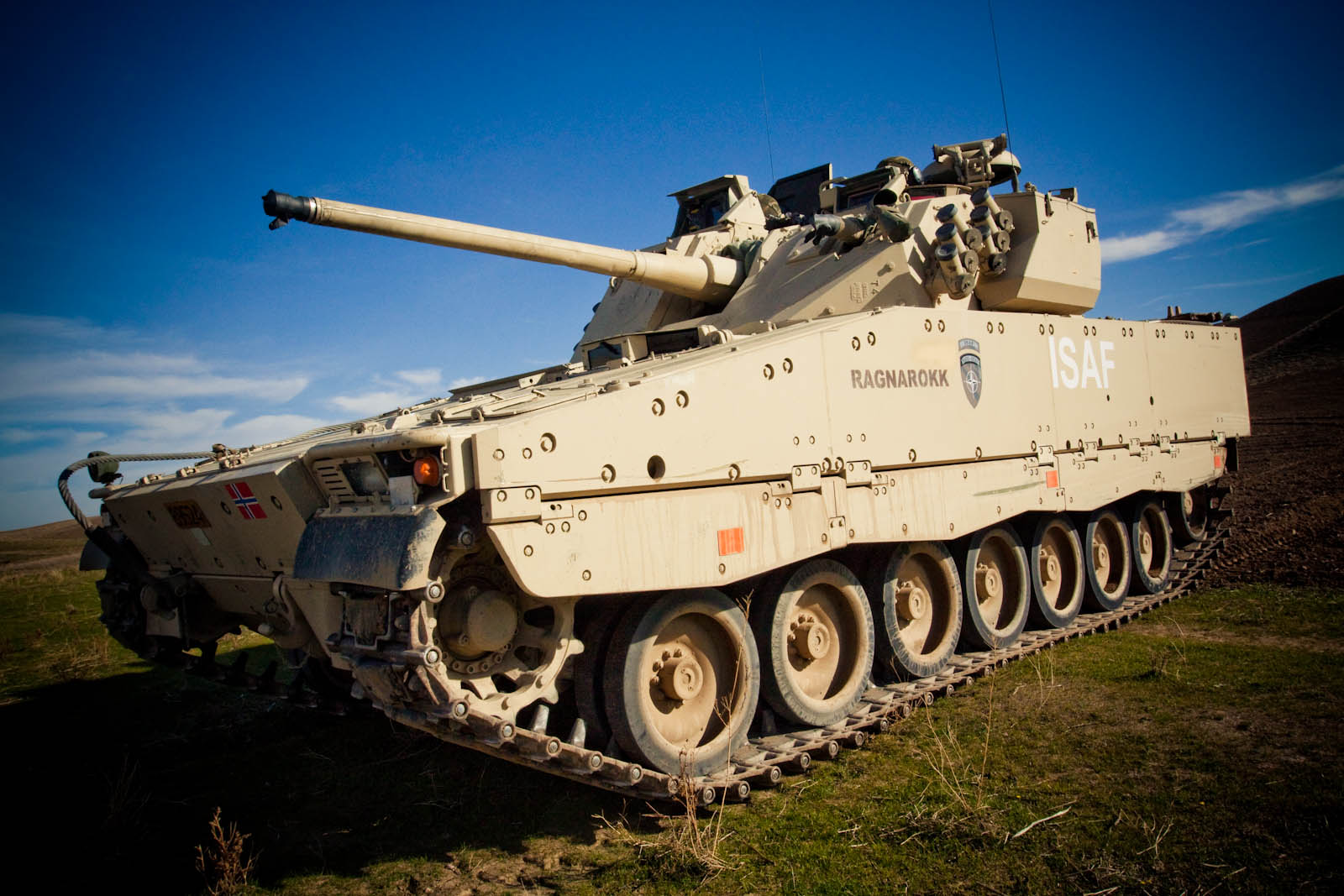
ノルウェー陸軍のCV 9030N
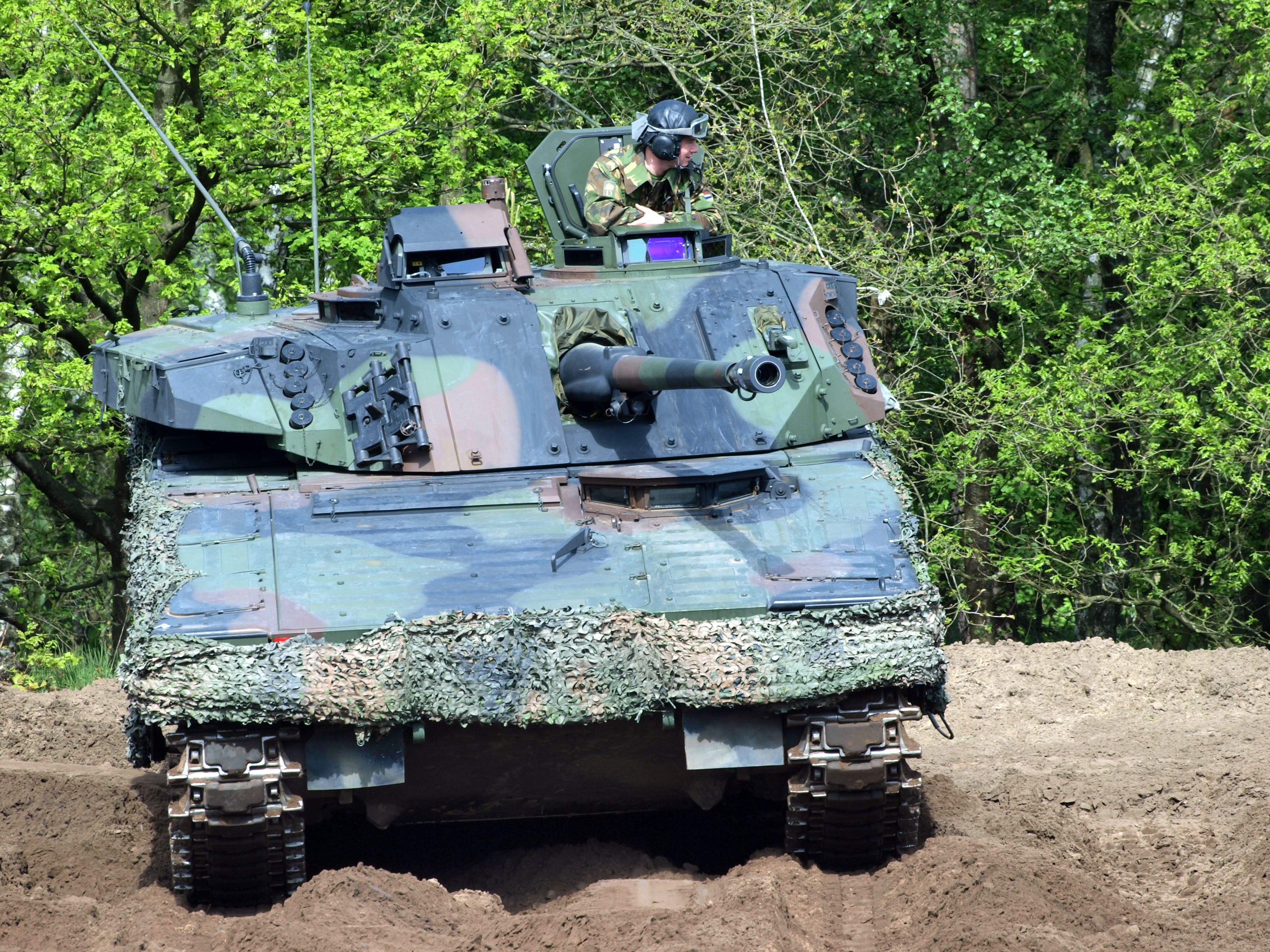
オランダ陸軍のCV 9035
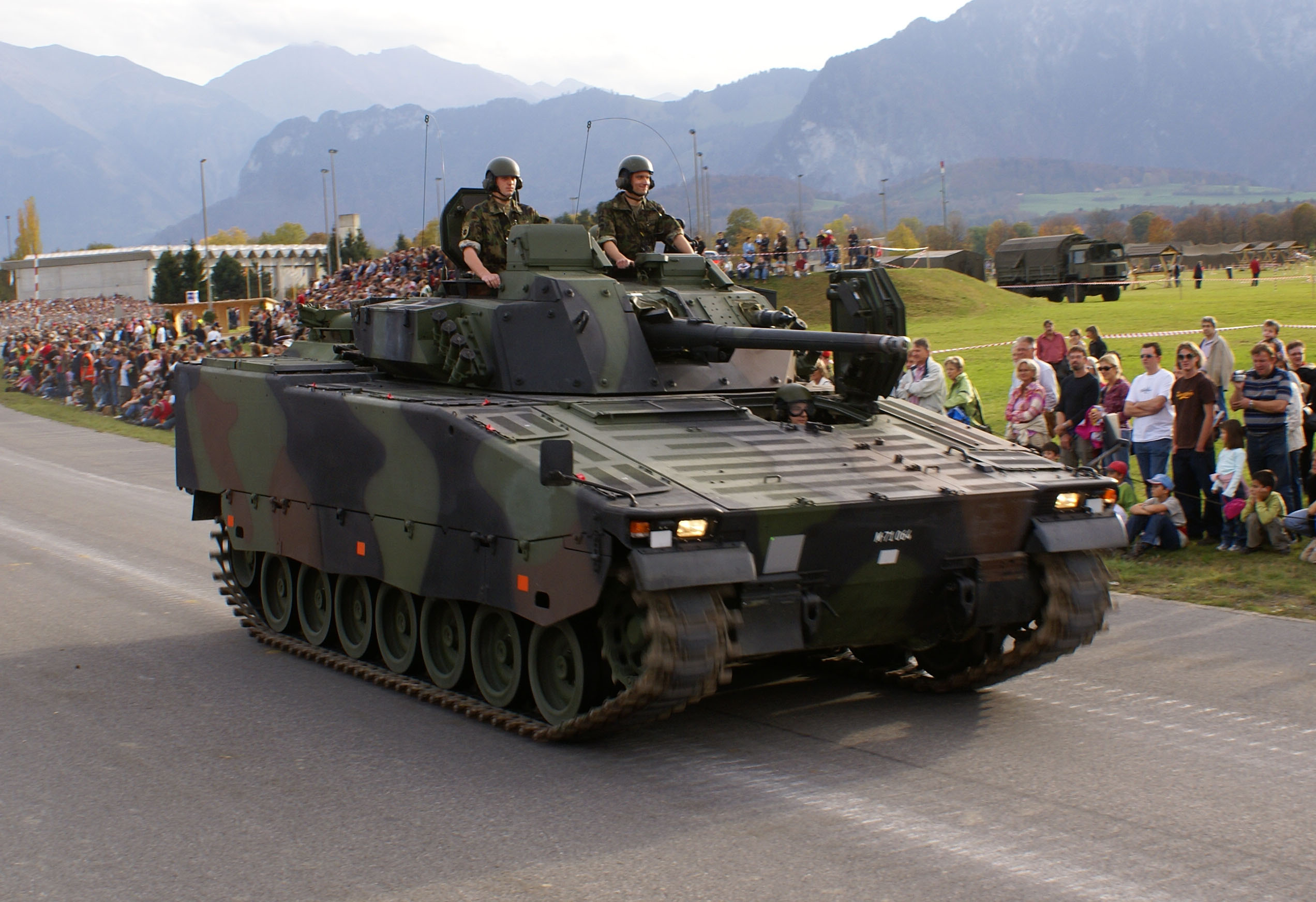
スイス陸軍のSpz 2000
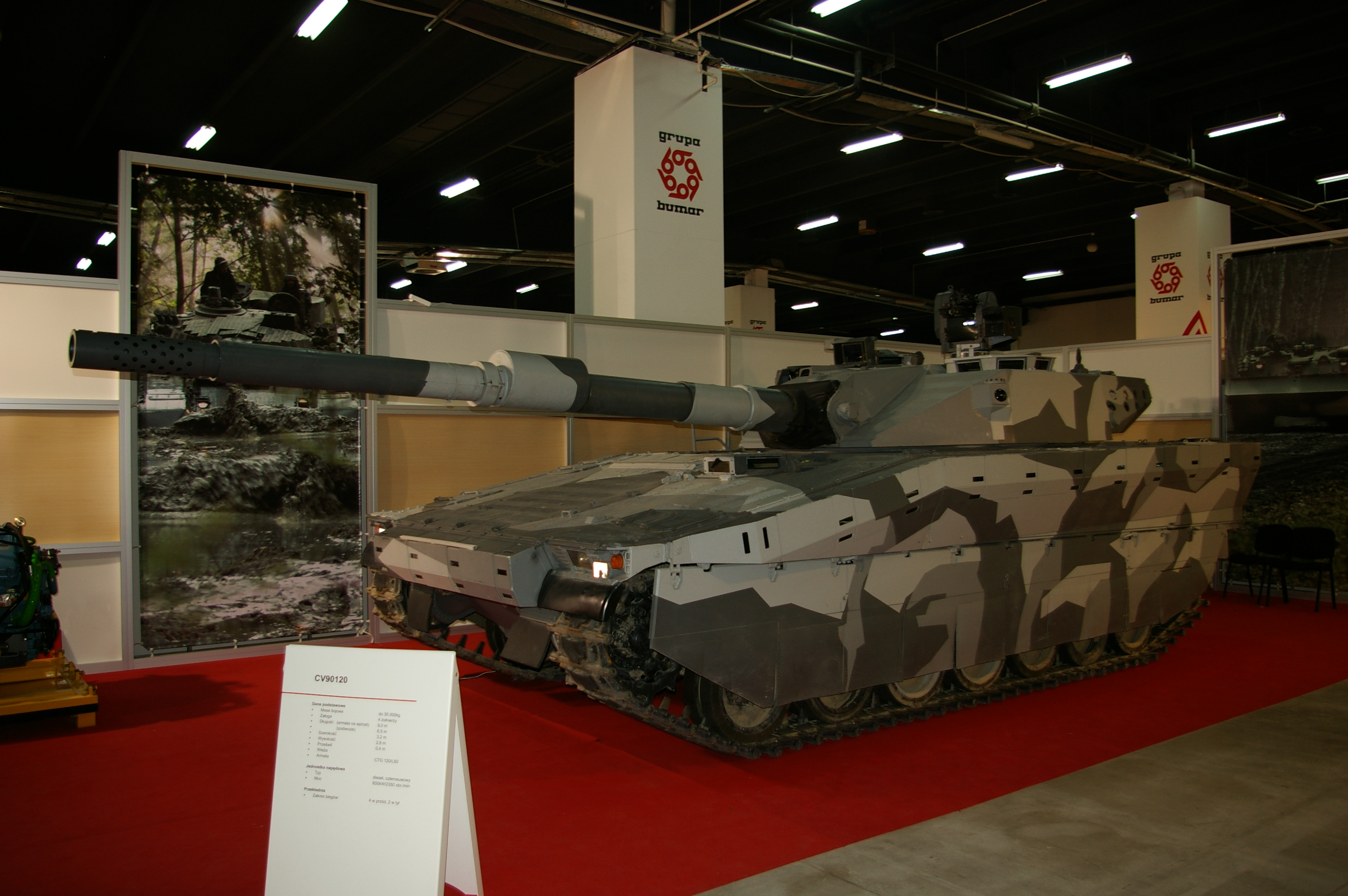
CV 90120-T（AMAP-ADS付き）

## 比較
|          | M2ブラッドレー           | ウォーリア           | 89式                      | Strf 90            |
| -------- | ------------------------ | -------------------- | ------------------------- | ------------------ |
| 画像     |                          |                      |                           |                    |
| 全長     | 6.55 m                   | 6.34 m               | 6.8 m                     | 7.0 m              |
| 全幅     | 3.60 m                   | 3.03 m               | 3.20 m                    | 3.42 m             |
| 全高     | 2.98 m                   | 2.78 m               | 2.50 m                    | 2.75 m             |
| 重量     | 30.4 t                   | 24.5 t               | 26.5 t                    | 27.6 t             |
| 最高速度 | 66 km/h                  | 75 km/h              | 70 km/h                   | 70 km/h            |
| 乗員数   | 3名+兵員6名              | 3名+兵員7名          | 3名+兵員7名               | 3名+兵員7名        |
| 主武装   | 87口径25mm機関砲×1       | 81.3口径30mm機関砲×1 | 90口径35mm機関砲×1        | 70口径40mm機関砲×1 |
| 副武装   | 7.62mm機関銃×1 TOW ATM×2 | 7.62mm機関銃×1       | 7.62mm機関銃×1 79式 ATM×2 | 7.62mm機関銃×1     |

|          | ASCOD                                                | K21                        | プーマ                         | T-15                     |
| -------- | ---------------------------------------------------- | -------------------------- | ------------------------------ | ------------------------ |
| 画像     |                                                      |                            |                                |                          |
| 全長     | 6.24 m                                               | 6.90 m                     | 7.40 m (防護レベルC)           | 不明                     |
| 全幅     | 3.64 m                                               | 3.40 m                     | 3.70 m (防護レベルC)           | 不明                     |
| 全高     | 2.43 m                                               | 2.60 m                     | 3.10 m (防護レベルC)           | 不明                     |
| 重量     | 28 t                                                 | 25.0 t                     | 41.0 t (防護レベルC)           | 55 t                     |
| 最高速度 | 72 km/h                                              | 70 km/h                    | 70 km/h                        | 65–70 km/h               |
| 乗員数   | 3名+兵員8名                                          | 3名+兵員9名                | 3名+兵員6名                    | 3名+兵員9名              |
| 主武装   | 82口径30mm機関砲×1                                   | 70口径40mm機関砲×1         | 82口径30mm機関砲×1             | 80.5口径30mm機関砲×1     |
| 副武装   | 7.62mm機関銃MG3×1(ピサロ) 7.62mm機関銃MG74×1(ウラン) | 7.62mm機関銃×1 AT-1K ATM×2 | 5.56mm軽機関銃 スパイク-LR ATM | 7.62mm機関銃 9M133 ATM×4 |

## 採用国
- スウェーデン
Strf 9040および派生型
- オランダ
CV 9035 Mk.III（2007年より納入開始）。2019年、エルビット・システムズ社製のアイアンフィストアクティブ防護システムを搭載する契約が締結された[1]。2024年時点で、オランダ陸軍が117両を保有、さらに32両を保管中[2]。
- スイス
Spz 2000（CV 9030 Mk.II）。2020年11月、スイス国防調達局はSpz 2000を2040年まで運用することを目的とした寿命延長改修の契約を締結した[3]。
- デンマーク
2007年より納入開始。2024年時点で、デンマーク陸軍が44両のCV 9035 Mk.IIIを保有[4]。
- ノルウェー
CV 9030N（CV 9030）
- フィンランド
CV 9030 FIN（CV 9030 Mk.II）
- エストニア
CV9035NL (オランダから購入)
- チェコ
CV 90 Mk.Ⅳ 30mm砲型（2023年発注、246両調達中[5]）
- スロバキア
CV 90 Mk.Ⅳ 35mm砲型（2022年、152両採用）